# Fenaco
Die Fenaco (Eigenschreibweise fenaco, kurz für fédération nationale des coopératives agricoles) ist eine Agrargenossenschaft mit Sitz in Bern. Genossenschaftsmitglieder sind 137 landwirtschaftliche Organisationen, die meist unter der Marke Landi auftreten. Indirekt ist daher die Fenaco grossmehrheitlich im Besitz von rund 40'000 Mitgliedern der Landi-Genossenschaften, davon sind rund 23'000 aktive Landwirte.
Bekannte Unternehmen und Marken der Fenaco sind der Getränkehersteller Ramseier Suisse, der Fleischverarbeiter Ernst Sutter AG, die Detailhandelsunternehmen Volg und Landi, die Dünger-Marke Landor, der Futtermittelhersteller UFA sowie der Mineralölkonzern Agrola. Die Fenaco Genossenschaft beschäftigt rund 11'400 Mitarbeitende und erwirtschaftete 2024 einen Umsatz von rund 7,29 Milliarden Franken.
Im Juni 2022 war Fenaco in der Liste der grössten Unternehmen in der Schweiz auf dem 39. Platz vertreten.

## Unternehmen
Die Fenaco ist das grösste Unternehmen, das sich de facto im Besitz der Schweizer Landwirte befindet. Die ursprüngliche Idee war, dass die Landwirte gleichzeitig Kunde und Lieferant «ihrer» Landi-Genossenschaft sein sollen, das heisst: einerseits die Produktionsmittel einkaufen und andererseits ihre Produkte verkaufen.
Heute existieren allerdings keine vertraglichen Bindungen mehr. Die Fenaco und ihre Mitgliedgenossenschaften verkaufen den Landwirten Produktionsmittel zur Herstellung von Lebensmitteln, wie etwa Sämereien, Futtermittel, Pflanzennahrung. Im Gegenzug kauft die Fenaco Produkte der Bauern, insbesondere Saatgut, Getreide, Ölsaaten, Kartoffeln, Schlachtvieh, Eier, Mais, Gemüse, Obst und Weintrauben. Die Fenaco vermarktet die Produkte und verarbeitet sie teilweise durch Tochterunternehmen.
Die wichtigsten Tätigkeitsgebiete sind:
- Herstellung, Import und Handel mit Produktionsmitteln für die Landwirtschaft
- Ankauf, Lagerung, Verarbeitung und Vermarktung von landwirtschaftlichen Erzeugnissen
- Handel mit Getreide und Ölsaaten sowie Brenn- und Treibstoffen

## Unternehmensstruktur
Die Fenaco hat über 80 Tochterfirmen.

### Agrar
Die Anicom AG ist für die Vermarktung und den Transport von Nutztieren zuständig und zu rund 76 Prozent im Besitz der Fenaco. Auch beim Futtermittelhersteller UFA ist die Fenaco Hauptaktionärin. Zudem ist die Fenaco-Tochter Serco Landtechnik  der Groupe Serco Exklusivimporteurin der Marke Claas. Anfang 2011 hat Fenaco die Biomill AG (Kleintierfutter) von der Groupe Minoteries übernommen.

### Lebensmittelindustrie
Fleisch
Die in der Fleisch- und Fleischwarenherstellung tätige Ernst Sutter AG wurde 2003 von der zur Fenaco gehörenden Carnavi-Holding, in der die bisherigen Fleischaktivitäten von Fenaco zusammengefasst waren, übernommen.
Convenience
Das Nahrungsmittelunternehmen Frigemo mit der im Eiergeschäft tätigen EiCO.
Per 1. April 2022 hat Fenaco Green Pack Swiss und Bio Pack Swiss übernommen und stärkte damit die Bereiche Bio und Demeter.
Frische
2007 wurde die Union-Fruits SA und 2008 die Steffen-Ris AG übernommen. Beide Unternehmen wurden später liquidiert und die Unternehmensnamen als Marken weitergeführt, welche nun Teil der strategischen Geschäftseinheit Inoverde (früher: Fenaco Landesprodukte) sind. Die Infrastrukturen befinden sich an 14 Standorten in den wichtigsten Anbaugebieten der Schweiz:
- Charrat (VS)
- Perroy (VD)
- Bercher (VD)
- Payerne (VD)
- Ins (BE)
- Bargen (BE)
- Bätterkinden (BE)
- Utzenstorf (BE)
- Herzogenbuchsee (BE)
- Sursee (LU)
- Frauenfeld (TG)
- Marthalen (ZH)

Inoverde beschäftigt über 400 Mitarbeitende.
Lebensmittelsicherheit
- Die Halag Chemie AG aus Aadorf ist in der Fabrikation und mit dem Handel von chemisch-technischen Produkten wie Reinigungs- und Desinfektionsmittel tätig. Sie wurde 1970 durch Heinrich A. Leimbacher gegründet und 1979 vom Verband ostschweizerischer landwirtschaftlicher Genossenschaften (VOLG) übernommen, welcher 1993 zur Fenaco fusionierte.
- UFAG Laboratorien
- ufamed (Tierarzneimittel)

Getränke
- Getränkehersteller Ramseier Suisse.
- 2020 wurde die Mehrheit (70 %) an Provins übernommen.[9]
- Die DiVino AG, die bereits mit der Wein AG, der VOLG Weinkellereien AG und der Caves Garnier AG fusionierte, schloss sich 2021 mit der Weinkellerei Rutishauser aus Scherzingen zur Rutishauser-DiVino AG zusammen.[10][11]

### Detailhandel
Zum Geschäftsfeld Detailhandel gehören die beiden Detailhandelsketten Volg und Landi sowie die Tankstellenshops TopShop. Der Westschweizer Grossist Cadar ist ebenfalls Teil der Fenaco.

### Energie
Unter der Marke Agrola werden Heizöl, Treibstoffe und Energie verkauft.
2015 wurde die Mehrheit an der Solvatec AG mit Sitz in Basel übernommen, inzwischen wurde Solvatec vollständig in die Agrola integriert. Die Fenaco betreibt auch eigene Photovoltaikanlagen. Die mit einer Stromproduktion von rund 1,2 GWh pro Jahr grösste Anlage wurde 2019 am Standort Bätterkinden in Betrieb genommen.

### Diverse
Der Fenaco gehört ferner das Transportunternehmen Traveco. Im Oktober 2014 übernahm die Fenaco sämtliche Aktien der im IT-Bereich tätigen Bison. Die Bison Schweiz AG und die interne Dienstleistungseinheit Informatik von Fenaco wurden per 1. Januar 2025 unter einem Dach zusammengeführt. Die Fenaco gibt das grösste Schweizer Agrarmagazin, die UFA-Revue, heraus.

## Geschichte
Die Schweiz galt bis in die 1880er-Jahre als Getreideland. Mit dem Bau der Eisenbahn in der Schweiz änderte sich dies. Mit Hilfe des neuen Transportmittels konnte günstiges Getreide importiert werden. Aus der Not wurden landwirtschaftliche Genossenschaften als Selbsthilfeorganisation der Landwirte gegründet. Diese schlossen sich Ende des 19. Jahrhunderts zu Verbänden zusammen. Die Fenaco wurde 1993 aus dem Zusammenschluss von sechs dieser landwirtschaftlichen Genossenschaftsverbänden gegründet:
- Union des coopératives agricoles romandes UCAR
- Verband landwirtschaftlicher Genossenschaften des Kantons Freiburg (französisch Fédération des coopératives agricoles du Canton de Fribourg), mit Sitz in Freiburg
- Verband landwirtschaftlicher Genossenschaften von Bern und benachbarter Kantone, VLG Bern, mit Sitz in Bern
- Nordwestverband landwirtschaftlicher Genossenschaften NWV/Verband landwirtschaftlicher Genossenschaften der Nordwestschweiz (VLGN), mit Sitz in Solothurn
- Verband landwirtschaftlicher Genossenschafter der Zentralschweiz (VLGZ), mit Sitz in Sursee
- Verband ostschweizerischer landwirtschaftlicher Genossenschaften (VOLG), mit Sitz in Winterthur

Am 29. Oktober 1993 hat der VLGZ als letzter dieser sechs Verbände dem Zusammenschluss zugestimmt, welcher rückwirkend auf den 1. Januar 1993 erfolgte. LAVEBA (ehemals LV St. Gallen) und der Genossenschaftsverband Schaffhausen (GVS) sowie der Tessiner Verband blieben eigenständig.
Nach der Gründung der Fenaco wurde die Vereinigung der landwirtschaftlichen Genossenschaftsverbände der Schweiz auf Ende 1993 aufgelöst.
1995 wurde die Cisag S.A. in Cressier NE übernommen. 2001 wurde unter der Marke TopShop der erste Tankstellenladen eröffnet.
Seit 2015 betreibt Fenaco in einem Joint Venture mit der ZG Raiffeisen das deutsch-schweizerische Logistikzentrum LahrLogistics in Lahr. 2018 hat Lonza die Produktion von Stickstoffdünger am Standort Visp aufgegeben. Die Agroline AG, ein Gemeinschaftsunternehmen der Lonza und Fenaco, wurde daraufhin aufgelöst. Auch die Landor AG wurde aufgelöst, und Landor dient nun als Eigenmarke für Düngerprodukte. Im gleichen Jahr hat Fenaco die Swiss Grana Group AG übernommen und im Auhafen Muttenz, wo jährlich u. a. 100 bis 200 Tausend Tonnen Dünger gelöscht wird, eine Siloanlage für Getreide in Betrieb genommen, welche auch als Pflichtlager dient. Ein weiteres Getreidelager befindet sich in Olten.
Fenaco ist Mitglied beim Schweizer Bauernverband.

## Umsatzentwicklung
Mit der Gründung der Fenaco 1993 wurde ein Umsatz von rund 3 Milliarden Franken vereint. Nachfolgend die Umsatzentwicklung in Millionen Schweizer Franken gemäss den Geschäftsberichten 2015, 2016, 2021, 2022, 2023 und 2024 sowie diversen Medienberichten in tabellarischer Form (Werte teilweise stark gerundet).
| Jahr | Umsatz in Mio. SFr | Beleg  |
| ---- | ------------------ | ------ |
| 1993 | 3081               | [ 36 ] |
| 1994 | 3190               | [ 36 ] |
| 1995 | 2987               | [ 37 ] |
| 1996 | 3031               | [ 37 ] |
| 1997 | 3080               | [ 38 ] |
| 1998 | 3088               | [ 39 ] |
| 1999 | 3130               | [ 40 ] |
| 2000 | 3300               | [ 41 ] |
| 2001 | 3500               | [ 42 ] |
| 2002 | 3600               | [ 43 ] |
| 2003 | 3800               | [ 44 ] |
| 2004 | 4091               | [ 45 ] |
| 2005 | 5460               | [ 46 ] |
| 2006 | 4750               | [ 47 ] |
| 2007 | 4875               | [ 48 ] |
| 2008 | 5790               | [ 49 ] |
| 2009 | 5400               | [ 50 ] |
| 2010 | 5450               | [ 51 ] |
| 2011 | 5660               | [ 52 ] |
| 2012 | 5788               | [ 52 ] |
| 2013 | 6141               | [ 52 ] |
| 2014 | 6317               | [ 52 ] |
| 2015 | 6044               | [ 52 ] |
| 2016 | 5944               | [ 53 ] |
| 2017 | 6262               | [ 54 ] |
| 2018 | 6767               | [ 54 ] |
| 2019 | 7004               | [ 54 ] |
| 2020 | 6981               | [ 54 ] |
| 2021 | 7382               | [ 55 ] |
| 2022 | 8062               | [ 56 ] |
| 2023 | 7539               | [ 57 ] |
| 2024 | 7288               | [ 2 ]  |

## Personelles

### Vorsitzende der Geschäftsleitung
Wesentlich beteiligt am Zusammenschluss zur Fenaco war Willy Gehriger, welcher 2013 mit dem Agro-Star Suisse ausgezeichnet wurde. Gehriger war von 2002 bis 2012 Chef der Fenaco. Zuvor war Mitbegründer Ulrich Schlup erster Vorsitzender der Geschäftsleitung. Ab 2012 hatte Martin Keller die Position inne, bevor per 1. Juli 2025 Michael Feitknecht Vorsitzender der Geschäftsleitung wurde. Feitknecht war bereits seit 1. Juli 2018 Leiter der strategischen Geschäftseinheit Pflanzenschutz und übernahm zusätzlich per 1. Januar 2020 die Leitung des Departements Pflanzenbau, womit er auch Mitglied der erweiterten Geschäftsleitung wurde. Vor seiner Zeit bei Fenaco war er während zehn Jahren für den Chemiekonzern Syngenta tätig.

### Verwaltungsratspräsidenten
Erster Präsident des Verwaltungsrates der Fenaco wurde der ehemalige Kantonsrat des Kantons Schwyz Thomas Schmid. 2003 übernahm Lienhard Marschall die Position, bevor 2015 der ehemalige Grossrat des Kantons Bern Pierre-André Geiser folgte.

### Weitere
Im Jahr 2023 übernahm David Käser, welcher bereits seit 2001 bei der Fenaco arbeitet, die Leitung der Division Landi.
Von 1996 bis 2015 war der spätere Bundesrat Guy Parmelin Mitglied des Verwaltungsrates der Fenaco, ab 2009 als Vizepräsident. Auch Ueli Maurer war einst im Verwaltungsrat der Fenaco vertreten, auch als Vizepräsident. Der Mitte-Nationalrat Leo Müller ist ein weiterer Politiker, der zu den «bäuerlichen Parlamentariern» des Schweizer Bauernverbands zählt und von 2011 bis 2024 dem Fenaco-Verwaltungsrat angehörte. Zu seiner Nachfolgerin wurde die Freiburger FDP-Ständerätin Johanna Gapany gewählt. Auch SVP-Nationalrat Caspar Baader war einst im Verwaltungsrat vertreten.
Die Führungspositionen bei der Fenaco sind mehrheitlich durch Männer belegt. So gibt es im Verwaltungsrat fünf Frauen auf 14 Männer und in der Geschäftsleitung zwei Frauen auf 15 Männer (Stand: Mai 2025).